# Гаста
Гаста (неправильно «хаста», от лат. hasta) — в широком смысле — древнеримское, изначально сабинское (по-сабински — quiris), копьё.
Значение названия, как и ряда других видов римского оружия, в различные периоды было разным.
Римский поэт III века до нашей эры Энний упоминает гасту в её общераспространённом значении — как метательное оружие, от которого получили своё название гастаты, хотя копьё триариев тоже называлось «hasta». Но ко времени Полибия гастаты были вооружены уже пилумами, название которых тоже неоднозначно. Под гастой («hasta velitaris») понимался также дротик лёгкой пехоты. Лишение солдат гасты означало их разжалование в велиты. На сегодняшний день считается, что сначала римляне были вооружены тяжёлыми ударными копьями, которые видимо и были собственно гастами, а позднее стали перевооружаться лёгкими метательными (пилумами, гезами и другими) — сначала гастаты в IV или III веке до н. э., потом принципы к концу III века и триарии в конце II или начале I века до н. э.
Фециалы символически бросали окровавленную гасту на вражескую территорию для объявления войны. Особая гаста без наконечника («hasta pura» — буквально «чистая гаста») в раннюю эпоху была римской боевой наградой, присуждавшейся также примипилам после завершения службы. Была ещё «celibaris hasta» — копьё, которым был поражён побеждённый гладиатор, использовавшееся, как сообщает Овидий, по традиции для обрезания волос невесты. На общественных торгах воткнутая в землю гаста символически объявляла начало сделок («subhastationes») и также по обычаю стояла перед судом центумвиров («hasta centumviralis»).